# Villafranca di Verona
Villafranca di Verona település Olaszországban, Veneto régióban, Verona megyében. Lakosainak száma 32 997 fő (2023. január 1.). Villafranca di Verona Castel d'Azzano, Povegliano Veronese, Sommacampagna, Valeggio sul Mincio, Verona, Mozzecane és Vigasio községekkel határos.

## Népesség
A település népességének változása:
| Lakosok száma | 33 202 | 33 232 | 32 997 |
|               | 2013   | 2018   | 2023   |

## Története
1859. július 11-én a településen írta alá III. Napóleon francia császár és Ferenc József osztrák császár a villafrancai fegyverszüneti egyezményt.